# Leonardo da Vinci (nave da battaglia)
La nave da battaglia Leonardo da Vinci fu un'unità della Regia Marina appartenente alla classe Conte di Cavour. Il suo progetto fu opera del generale del Genio Navale Edoardo Masdea.
L'ordine di costruzione venne impartito ai cantieri Odero di Genova, con contratto firmato, nel corso del 1910 e l'unità fu impostata il 18 luglio dello stesso anno. La nave fu varata il 14 ottobre 1911, ed entrò ufficialmente in servizio nella Regia Marina il 17 maggio 1914.

## Bandiera da combattimento e motto
La bandiera di combattimento che misurava 6x4 metri venne donata dalla Società Leonardo da Vinci e dal comune di Vinci e venne consegnata, nel corso di una cerimonia svoltasi alla Spezia, il 7 giugno 1914. Il cofano dell'insegna di battaglia, in bronzo dorato, aveva inciso sulla faccia anteriore il ritratto di Leonardo conservato alla Galleria degli Uffizi di Firenze e su una delle facce laterali un pensiero del genio italiano che divenne anche il motto dell'unità: «Non si volta chi a stella è fiso».

## Descrizione tecnica
Il progetto del Leonardo da Vinci prevedeva una nave con scafo in acciaio ad alta resistenza costruito a doppio fondo cellulare, suddiviso in numerosi compartimenti stagni. Al di sopra del doppio fondo esisteva un altro fasciame che formava un triplo fondo, e completava la protezione subacquea della nave.
L'apparato motore si basava su 20 caldaie Blechynden, di cui 12 a combustione mista (carbone e nafta), e 8 alimentate solamente a nafta, che azionavano tre gruppi di turbine Parsons su quattro assi, che azionavano altrettante eliche. La potenza erogata era di circa 31 000 hp, e la velocità massima era pari a 23 nodi.
Il suo armamento principale si basava su tredici cannoni Vickers-Terni Mod.1909 da 305/46 millimetri, installati in cinque torri corazzate, di cui tre trinate e due binate. Esse erano disposte sul piano diametrale di simmetria dello scafo, soluzione che consentiva di sparare con cinque pezzi sia in caccia sia in ritirata, e con tutti i tredici cannoni durante il tiro di bordata. Questo armamento veniva integrato da quello secondario di 18 pezzi da 120/50 installati in casematte sul ponte di coperta, e 16 in funzione antisilurante da 76/50 Mod. 1909, ognuno su singolo affusto. Tre tubi lanciasiluri subacquei da 450 mm completavano l'armamento disponibile.
La protezione passiva prevedeva una corazzatura verticale al galleggiamento dello spessore massimo di 250 mm a centro nave, che scendeva a 120 mm alle estremità dello scafo. La protezione del ponte orizzontale raggiungeva uno spessore di 12+12 mm al centro, e 40 mm nelle parti inclinate. le torri di grosso calibro disponevano di una protezione massima frontale di 280 mm, e laterale di 240 mm. Il torrione di comando anteriore disponeva di una corazzatura massima di 280 mm, mentre la torretta posteriore di 160.

## L'entrata in servizio e l'affondamento
Dislocata alla base della Spezia, nell'imminenza del primo conflitto mondiale l'unità venne trasferita a Taranto, entrando a far parte della 1ª Divisione della 1ª Squadra da battaglia. Il 2 agosto 1916 la nave si trovava al proprio posto di ormeggio nel Mar Piccolo di Taranto quando affondò in porto in seguito a un'esplosione, la cui causa venne attribuita a un sabotaggio austriaco.
In realtà l'ipotesi del sabotaggio, che vedeva coinvolti anche un commerciante e un commissario di Pubblica Sicurezza non fu mai del tutto dimostrata, e successivamente venne anche ipotizzata l'esplosione di una carica di cordite in un deposito di munizioni. Ma come ormai acclarato, si trattò di una disgrazia non diversa da quelle accadute in altre marine da guerra dell’epoca e alla Corazzata Benedetto Brin nel 1915. La causa dell’affondamento era infatti da attribuire all'incendio mal gestito e alla scarsa stabilità dei nuovi esplosivi utilizzati per le cariche di lancio e di scoppio che erano stati introdotti da troppo poco tempo perché se ne conoscessero tutte le caratteristiche relative alla loro stabilità.

La nave dopo la guerra in riparazione a Taranto

Nell'esplosione e nel tentativo di salvare la nave dall'affondamento, morirono 21 ufficiali e 228 uomini del suo equipaggio e tra questi il comandante dell'unità, il capitano di vascello Galeazzo Sommi Picenardi, morto per le ustioni riportate e decorato di Medaglia d'Oro al Valor di Marina.
Al termine del primo conflitto mondiale ebbero inizio le operazioni di recupero dello scafo della corazzata, per essere eventualmente ricostruita. Durante tali operazioni, il 5 agosto 1919, venne ritrovato da un palombaro il cofano contenente la bandiera di combattimento dell'unità. Essa era un poco stinta e presentava qualche lacerazione, ma complessivamente si trovava ancora in buono stato. Il cofano e la bandiera sono ora conservati a Roma al Sacrario delle bandiere del Vittoriano. Il recupero della nave ebbe termine il 17 settembre 1919 ma il progetto della sua riparazione fu subito abbandonato e l'unità fu radiata ufficialmente dai quadri della Regia Marina il 22 marzo 1923, e venduta per demolizione il 26 maggio dello stesso anno.

## Galleria d'immagini

Il varo dell'unità
La nave in transito attraverso il Ponte Girevole di Taranto
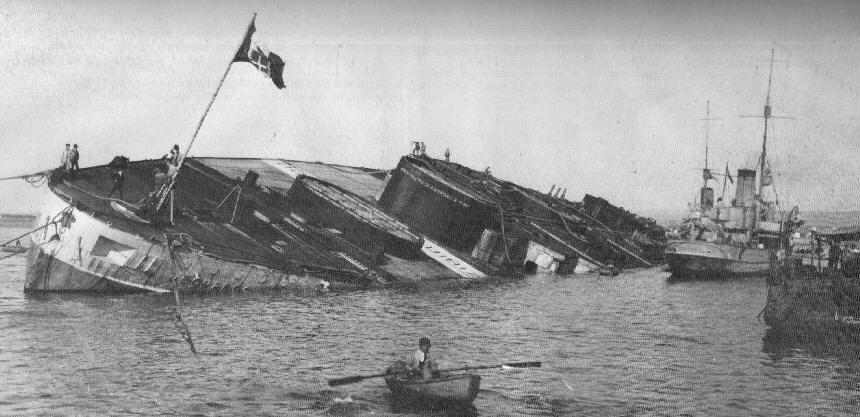
La nave nel porto di Taranto, 25 gennaio 1921

### Periodici
- Riccardo Nassigh, Le corazzate classe Conte di Cavour, in Eserciti nella Storia, No.75, luglio-agosto 2013,  pp. 18-29, ISSN 1591-3031 (WC · ACNP).